# 2018年國際足協世界盃開幕典禮

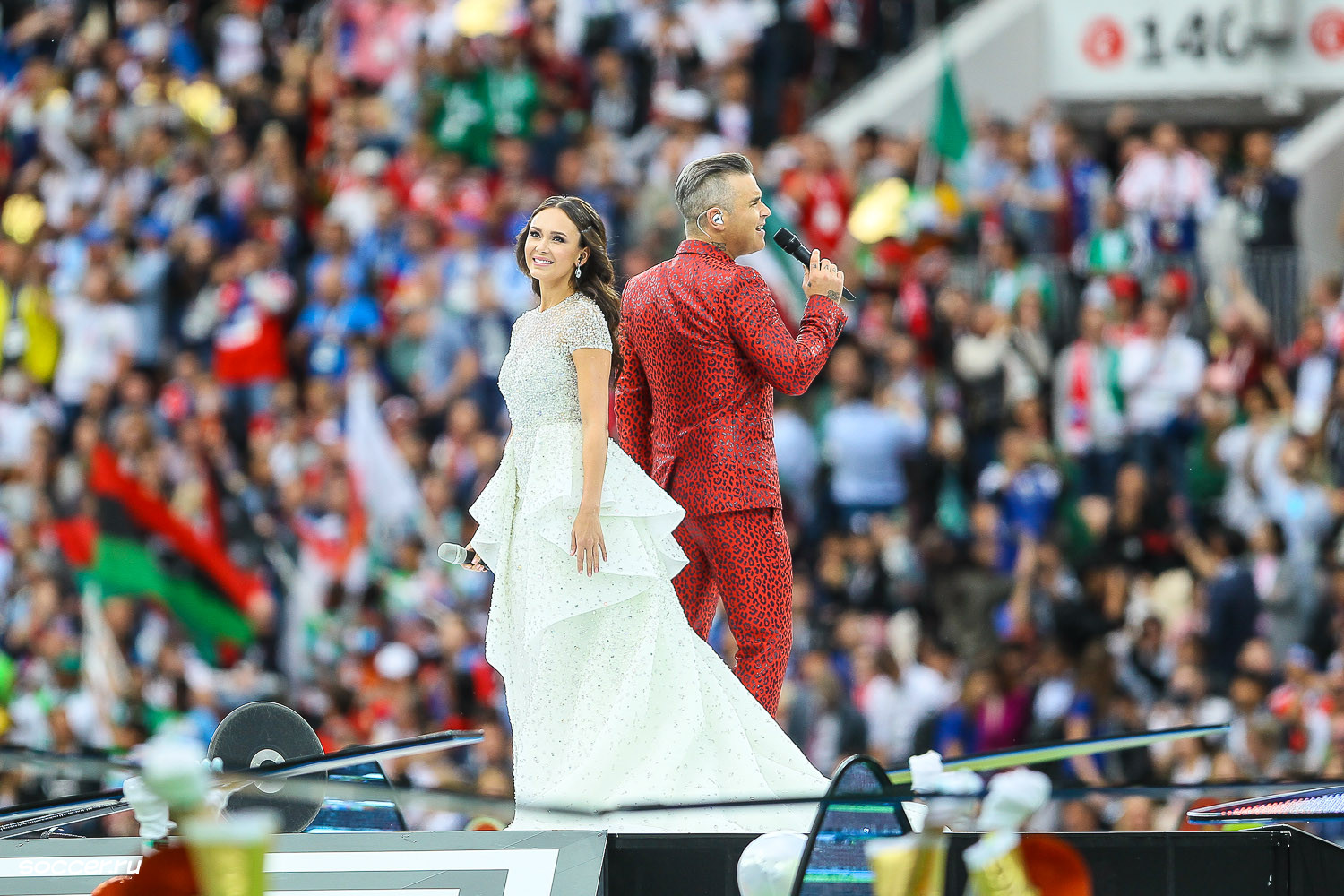
俄罗斯女高音阿依达·嘉丽弗莉娜和流行歌手罗比·威廉斯在开幕式上演唱《Angels》

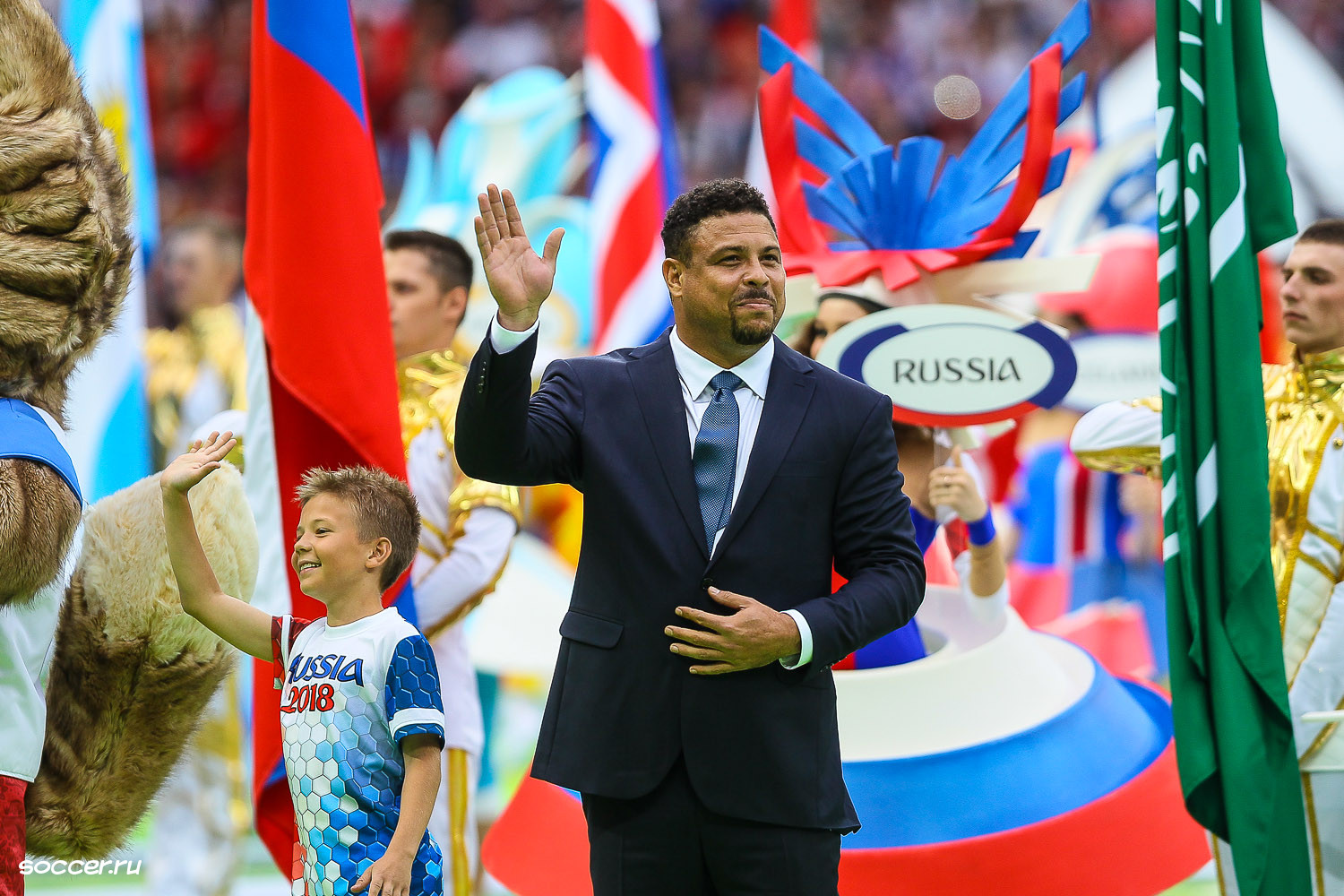
前世界杯冠军罗纳尔多。

2018年國際足協世界盃开幕仪式于莫斯科当地时间2018年6月14日下午3点30分在卢日尼基体育场举行，紧随其后的是东道主俄羅斯和沙特阿拉伯的揭幕战。

## 節目表演
前巴西前锋罗纳尔多携一名穿着“Russia 2018”衬衫的儿童亮相。英国流行歌手罗比·威廉斯演唱《让我招待你/由我款待你》，随后俄罗斯女高音艾达·加里富林娜出现在球场上，身后观众席出现“火烈鸟”的背景板。威廉斯演唱了《Feel》后，和加里富林娜合唱《Angels》，期间拿着32支参赛球队名牌和国旗的伴舞登场。俄罗斯超模维多利亚·洛佩廖娃携曾于3月登上国际空间站的官方用球愛迪達电视之星18入场。之后再次入场的罗纳尔多与吉祥物小狼“扎比瓦卡”一道，跟一名小男孩共同完成了踢球表演。罗比·威廉斯在首场球赛开始前演唱暖场曲《Rock DJ》。

### 爭議
2018年6月14日举行的开幕仪式上，英国歌手罗比·威廉姆斯在演唱时突然对摄像机镜头竖起中指，引发热议。为此，拥有美国转播权的福克斯体育通过媒体发布道歉。

## 出席嘉宾
- 国际足联主席 – 詹尼·因凡蒂诺
- 阿布哈茲 阿布哈兹总统 – 劳尔·朱姆科维奇·哈吉姆巴
- 亞美尼亞 亚美尼亚总理 – 尼科尔·帕希尼扬
- 阿塞拜疆总统 – 伊利哈姆·阿利耶夫
- 白俄羅斯 白俄罗斯总统 – 亚历山大·格里戈里耶维奇·卢卡申科
- 玻利维亚 玻利维亚总统 – 埃沃·莫拉莱斯
- 中国国家主席习近平特使国务院副总理 – 孙春兰
- 獨立國家聯合體 独联体秘书长 – 谢尔盖·列别捷夫
- 欧洲联盟 欧洲委员会主席 – 托尔比约恩·亚格兰
- 法國 前法国总统 – 尼古拉·萨科齐
- 德国 前德国总理 – 格哈特·施罗德
- 加彭 加蓬总统 – 阿里·邦戈·翁丁巴
- 哈萨克斯坦总统 – 努尔苏丹·纳扎尔巴耶夫
- 吉尔吉斯斯坦总统 – 索隆拜·热恩别科夫
- 匈牙利 匈牙利总理 – 欧尔班·维克托
- 黎巴嫩 黎巴嫩总理 – 萨阿德·哈里里
- 摩尔多瓦 摩尔多瓦总统 – 伊戈尔·多东
- 摩納哥 摩纳哥王子 – 阿尔贝二世
- - 最高人民会议常任委员会委员长 – 金永南
- 巴拿马 巴拿马总统 – 胡安·卡洛斯·巴雷拉
- 巴拉圭 巴拉圭总统 – 马里奥·阿夫多·贝尼特斯
- 葡萄牙 葡萄牙总统 – 马塞洛·雷贝洛·德索萨
- 卢旺达 卢旺达总统 – 保罗·卡加梅
- 沙烏地阿拉伯 - 王储 – 穆罕默德·本·萨勒曼·本·阿卜杜勒-阿齐兹·阿勒沙特
- 南奥塞梯 南奥塞梯总统 – 阿纳托利·比比洛夫
- 塔吉克斯坦总统 – 埃莫马利·拉赫蒙
- 土库曼斯坦总统 – 库尔班古力·别尔德穆哈梅多夫
- 联合国 联合国秘书长 – 安东尼奥·古特雷斯
- 乌兹别克斯坦总统 – 沙夫卡特·米尔济约耶夫
- 俄羅斯总统 – 弗拉基米尔·弗拉基米罗维奇·普京